# André Dupont-Sommer
Pour les articles homonymes, voir Dupont et Sommer.
André Dupont-Sommer, né le 23 décembre 1900 à Marnes-la-Coquette et mort le 14 mai 1983 à Paris, est un orientaliste français. Il a particulièrement étudié les manuscrits de la mer Morte, sur lesquels il a fait paraître en 1959 un des premiers ouvrages importants en français : Les Écrits esséniens découverts près de la mer Morte, comportant la traduction d'une grande partie des manuscrits connus à cette date.

## Biographie
Ancien prêtre, il est renvoyé de l'état clérical en 1933.
Membre de l'Académie des inscriptions et belles-lettres à partir de 1961, il occupa la chaire d'hébreu et araméen au Collège de France entre 1963 et 1971.